# 由布岳パーキングエリア
由布岳パーキングエリア（ゆふだけパーキングエリア）は、大分県由布市にある大分自動車道のパーキングエリアである。バス停留所、スマートインターチェンジを併設している。由布岳のふもとにある塚原高原にある。

## 道路
- E34 大分自動車道（9-1番）

## 施設

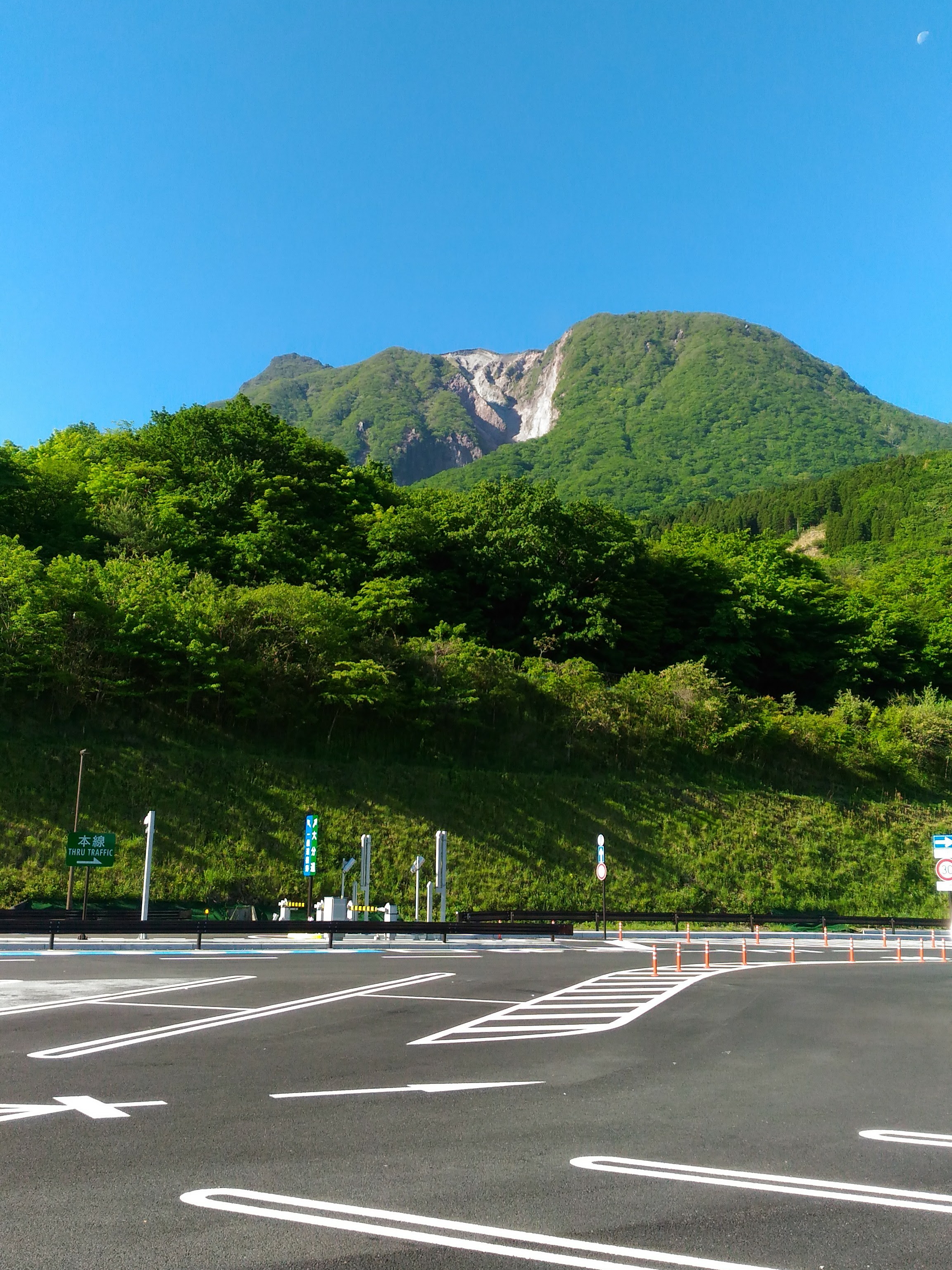
由布岳（上り線パーキングエリアから撮影）

### 上り線（鳥栖方面）
- 駐車場
  - 大型 9台
  - 小型 27台
  - 二輪 4台
  - トレーラー 2台
- トイレ
  - 男性 大2（和式0・洋式2）・小3
  - 女性 5（和式1・洋式4）
  - 車椅子用 1
- 自動販売機
- バス停留所

### 下り線（大分方面）
- 駐車場
  - 大型 9台
  - 小型 27台
  - 二輪 4台
  - トレーラー 2台
- トイレ
  - 男性 大2（和式0・洋式2）・小3
  - 女性 5（和式1・洋式4）
  - 車椅子用 1
- 自動販売機
- バス停留所

## 詳細
- 開設時はトイレ未設置となっており、施設は小規模の駐車場とバス停のみであった。そのため、道路上に案内の看板は設置されず、また当初日本道路公団（当時）の発行するエリアマップに掲載されていたのも、その後更新され「トイレのない施設を掲載しない」デザインとなったエリアマップが発行された際には、一般の地図でもその多くで当施設の表示がされなくなった。
- 長らく暫定2車線であったこの区間が4車線に増幅される際に当施設の工事が行われ現在の形となり、新たに看板設置・エリアマップ掲載も行われた。なお、西日本高速道路大分管理事務所（官域は大分県内全域）のサイトによると「管内でももっとも新しいパーキングエリア」という表記がされている。

## 由布岳バスストップ
由布岳バスストップ（ゆふだけバスストップ）は、由布岳パーキングエリアに併設されたバス停留所である。バス事業者間では、高速由布岳（こうそくゆふだけ）という名称が使われており、一般的にはこの通称名で呼ばれている。後述のスマートインターチェンジ設置工事のため移設工事が行われたため、当面の間休止中となっているが、後述する「とよのくに号（各停）」が休止したため、休止解除後に停車するバスはない。

### 停車する系統
- なし（2016年11月1日のダイヤ改正で、休止前に停車していた「とよのくに」の『各停（日田バス運行）』系統が運行を休止[1]したため。）

近接する一般道バス停
亀の井バス・由布市コミュニティバス「川向」バス停（約600 m）

## 由布岳スマートインターチェンジ

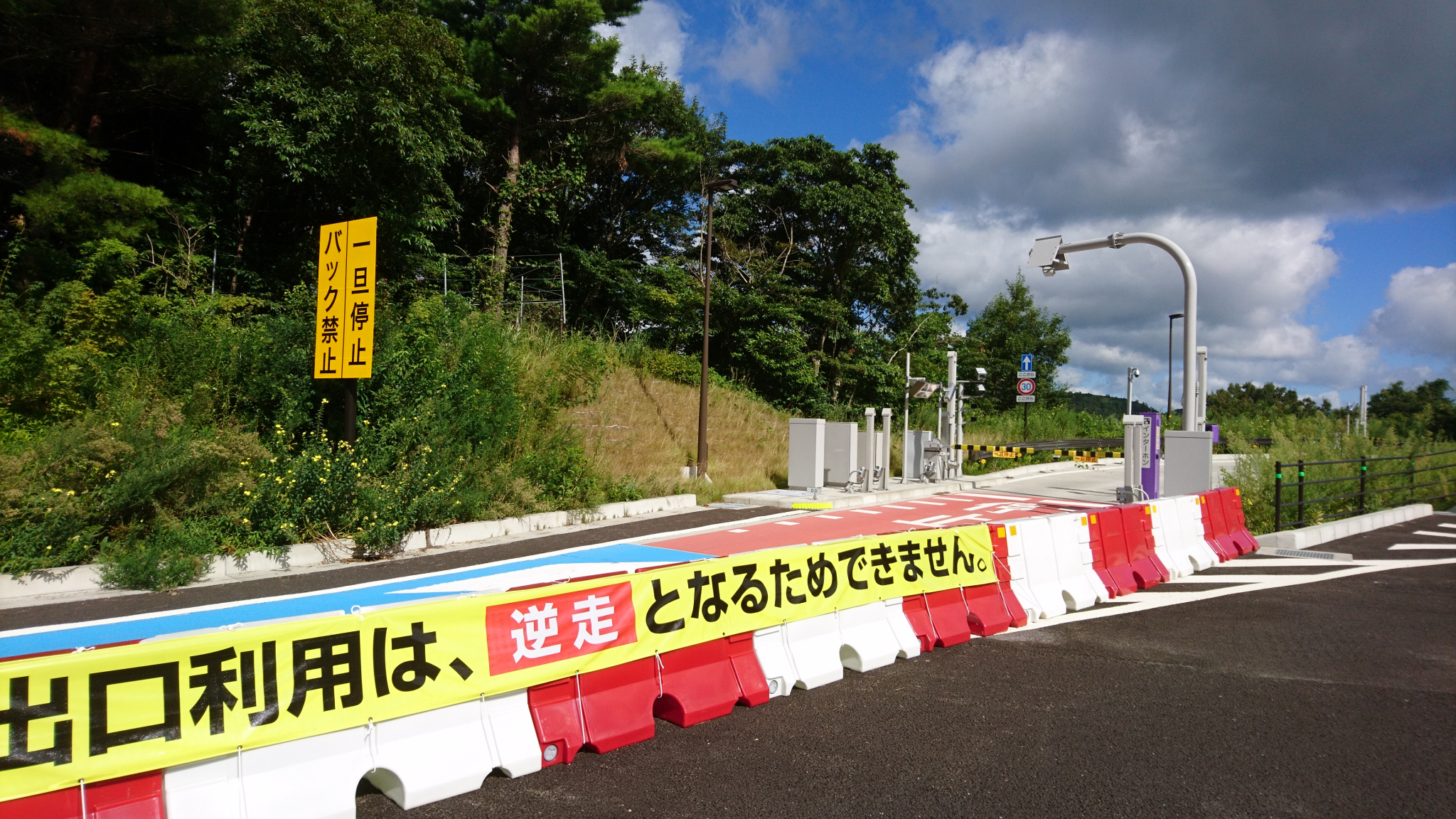
下り線から出口を眺める

由布岳スマートインターチェンジ（ゆふだけスマートインターチェンジ）は、由布岳PA内に併設されているスマートインターチェンジ (SIC) である。大分県道616号塚原天間線と接続する。
2016年（平成28年）11月27日供用開始。利用可能車種はETC搭載の全車種（長さ12 m以下の車両）で24時間運用。上下線ともに出入可となっている。
なお、湯布院IC - 由布岳SIC間は、ETC搭載車で長さ12 m以下の車両のみ、霧通行止め中でもETC車のみ走行することができる場合がある。

## 隣
E34 大分自動車道
(9) 湯布院IC/BS - (9-1) 由布岳PA/BS/SIC - (10) 日出JCT